# 6374 Beslan
A 6374 Beslan (ideiglenes jelöléssel 1986 PY4) a Naprendszer kisbolygóövében található aszteroida. Ljudmila Ivanovna Csernih fedezte fel 1986. augusztus 8-án.